# Leptaulax formosanus
Leptaulax formosanus es una especie de coleóptero de la familia Passalidae.

## Distribución geográfica
Habita en Taiwán.